# Mario Tullio Montano
Mario Tullio Montano (Montecatini Terme, 7 de febrero de 1944-Livorno, 27 de julio de 2017) fue un deportista italiano que compitió en esgrima, especialista en la modalidad de sable.
Participó en dos Juegos Olímpicos de Verano en los años 1972 y 1976, obteniendo dos medallas, oro en Múnich 1972 y plata en Montreal 1976. Ganó tres medallas en el Campeonato Mundial de Esgrima entre los años 1971 y 1974.

## Palmarés internacional
| Juegos Olímpicos   | Juegos Olímpicos    | Juegos Olímpicos  | Juegos Olímpicos  |
| Año                | Lugar               | Medalla           | Prueba            |
| ------------------ | ------------------- | ----------------- | ----------------- |
| 1972               | Múnich (RFA)        | Medalla de oro    | Sable por equipos |
| 1976               | Montreal (Canadá)   | Medalla de plata  | Sable por equipos |
| Campeonato Mundial |                     |                   |                   |
| Año                | Lugar               | Medalla           | Prueba            |
| 1971               | Viena (Austria)     | Medalla de bronce | Sable por equipos |
| 1973               | Gotemburgo (Suecia) | Medalla de bronce | Sable por equipos |
| 1974               | Grenoble (Francia)  | Medalla de bronce | Sable por equipos |